# 本特·保利斯
本特·保利斯（荷蘭語：Bente Paulis，1997年2月14日—），荷兰女子赛艇运动员，2022年世界赛艇锦标赛女子四人双桨银牌得主、2023年世界赛艇锦标赛女子四人双桨银牌得主、2024年夏季奥林匹克运动会女子四人双桨银牌得主。